# Diffun
Diffun est une municipalité du nord-ouest de la province de Quirino, aux Philippines.